# Департамент (учреждение)
Департа́мент (от фр. département — отделение) — название министерства, ведомства либо их подразделения в ряде государств и стран, например, в Российской Империи, Франции, США, и других.

## История

### Россия
В России департаменты существовали в XVIII — XX веках (до революций (переворотов) 1917 года). Вновь возрождены в Российской Федерации как подразделения министерств и ведомств, предприятий учреждений, организаций (основная структурная единица, состоящая из управлений и отделов). Возглавляют департаменты директора (например, директор департамента топливно-энергетического комплекса или директор департамента по социально-бытовым вопросам).
В департаментах министерств, где административная реформа проведена полностью, департамент отвечает за политику, подготовку проектов нормативных актов (как уровня своего министерства, так и правительственных или законов), а также, возможно, отвечает за контроль за каким-либо подчиненным министерству ведомством. Например, департамент налоговой и таможенно-тарифной политики Министерства финансов России отвечает за вопросы Федеральной налоговой службы.
В министерствах, где административная реформа проведена лишь частично или вообще не проведена, департаменты могут непосредственно руководить какими-либо структурными подразделениями министерства. Например, департамент организации безопасности дорожного движения Министерства внутренних дел России руководит, в частности, Государственной инспекцией безопасности дорожного движения.
Пример департаментов описан в статье о Министерстве Финансов России.

### США
В США наиболее известен Государственный департамент, исполняющий функции министерства иностранных дел.

## Использование коммерческими юридическими лицами
Арбитражный суд Самарской области по делу № А55-26174/2018 в отношении коммерческой организации ООО «Департамент ЖКХ», по иску ФНС России установил[что?]. В соответствии с п. 4 ч. 2 ст. 1473 Гражданского кодекса РФ в фирменном наименовании юридического лица не могут включаться полные или сокращенные официальные наименования федеральных органов государственной власти, органов государственной власти субъектов Российской Федерации и органов местного самоуправления. Согласно п. 4 ст. 54 Гражданского кодекса РФ юридическое лицо, являющееся коммерческой организацией. Использование в наименовании юридического лица наименования или части наименования органа, наделенного в соответствии с законодательством властными полномочиями вне зависимости от его принадлежности к одной из ветвей государственной власти может привести к введению в заблуждение потребителей и хозяйствующих субъектов и может создавать организации с таким названием
недопустимые конкурентные преимущества, что противоречит общественным интересам.